# Pierre Abraham
Pierre Abraham (1. března 1892, Paříž – 20. května 1974, tamtéž) byl francouzský prozaik, esejista a literární kritik. Byl bratrem Jeana-Richarda Blocha. Se svým bratrem byli oba levicově orientovaní, a proto byl průkopníkem marxistické literární kritiky ve Francii. Od roku 1949 redigoval levicovou literární revui Europe.

## Dílo
- Balzac, Rieder, 1929
- Figures, Gallimard, 1929
- Proust, Rieder, 1930
- Créatures chez Balzac, Gallimard, 1930
- Le physique au théâtre, Coutan-Lambert, 1933
- Une figure, deux visages, 1934
- Tiens bon la rampe, 1951
- Les trois frères, Éditeurs Français Réunis, 1971
- Freud, Éditeurs Français Réunis, 1974